# Бласе
Бласе (фр. Blacé) насеље је и општина у источној Француској у региону Рона-Алпи, у департману Рона која припада префектури Вилфранш сир Саон.
По подацима из 2011. године у општини је живело 1.417 становника, а густина насељености је износила 128,82 становника/km². Општина се простире на површини од 11 km². Налази се на средњој надморској висини од 250 метара (максималној 732 m, а минималној 218 m).

## Демографија
| 1962. | 1968. | 1975. | 1982. | 1990. | 1999. | 2011. |
| ----- | ----- | ----- | ----- | ----- | ----- | ----- |
| 906   | 913   | 962   | 1.071 | 1.093 | 1.205 | 1.417 |

График промене броја становника у току последњих година